# Czas podwojenia populacji
Czas podwojenia populacji – czas po jakim populacja danego gatunku w pewnym zamkniętym obszarze ulegnie podwojeniu. Czas podwojenia zależy od zdolności rozrodczych gatunku składającego się na populację i warunków środowiska. Czas podwojenia używany jest zwykle w kontekście mikroorganizmów, w badaniach demograficznych i w ekologii.